# ビートポップス
『テレビディスコティクショー ビートポップス』とは、1960年代後半にフジテレビで放送された大橋巨泉司会の洋楽専門音楽番組である。

## 概要
フジテレビスタジオからナマ放送された音楽番組。ラジオのディスクジョッキーをテレビに持ち込み、テレビ・ディスコティクショーとして構成するため、この番組が独自に選定したヒットパレードのディスクジョッキーを中心に、視聴者参加のレコード音楽による踊りや、アマチュア・ディスクジョッキー・コンテスト、ファッションショーなどの盛りだくさんの趣向が用意されていた。
放送作家は河野洋、田村隆、奥山コーシン。
一貫してモノクロ放送、カラー化はされなかった。

## 提供
- 当初はサンスターシオノギ（サンスター歯磨＝現：サンスター）の一社提供[3]だったが、後に複数社提供となった。

## 放送時間
| 期 | 放送期間  | 放送期間  | 放送時間（JST）   |
| -- | --------- | --------- | ----------------- |
| 1  | 1966.4.2  | 1966.10.1 | 土曜14:00 - 14:57 |
| 1  | 1966.10.9 | 1967.1.29 | 日曜16:00 - 16:45 |
| 1  | 1967.2.12 | 1967.3.26 | 日曜15:00 - 15:45 |
| 2  | 1967.10.7 | 1968.3.27 | 土曜15:15 - 16:00 |
| 2  | 1968.4.3  | 1970.1.31 | 土曜15:00 - 16:00 |

※日曜時代は競馬中継などでずれる事があった。

## エピソード
巨泉によるダジャレが番組名物で「牛も知ってるカウシルズ」「B面にあってもエーメンとはこれいかに」などのフレーズを交えて人物・曲紹介をした。※ドナルド・バードの1959年のアルバム『Fuego』のB面に『Amen』という曲がある。
出演者の1人である麻里圭子は、当時演歌歌手として活動していたが、大橋が「演歌は似合わない」と進言したことからポップスに転向し、テレビドラマ『サインはV』の主題歌などを担当するに至った。
番組のタイトルロゴは金田全央が手掛けたものである。金田は番組内でライブペインティングを行ったほか、同局が発行していた小冊子「月刊ビートポップス」のイラストも手掛けていた。